# Rygsøjle
En rygsøjle er en knoglestruktur i ryggen af hvirveldyr, bestående af en lang række ryghvirvler forbundet til hinanden. Mellem hvirvlerne er der bruskskiver (diskus), som fungerer som en slags støddæmper. Knoglehvirvlerne er mindst i nakken og størst i lænden, hvor de skal bære størst vægt. I mennesket består rygsøjlen af i alt 33 segmenter, der er opbygget af 7 halshvirvler, 12 brysthvirvler, 5 lændehvirvler, 5 bækkenhvirvler og til sidst 4 halehvirvler af lav betydning i dyr uden haler. Alle hviler på korsbenet, som er den bagerste del af bækkenringen.

## Struktur
Rygsøjlen er opdelt i 5 segmenter, det sidste, pars coccygea (halebenet), har ingen funktion i mennesket og er en rest fra et tidligere evolutionsstadie. De forskellige segmenter har strukturelle forskelle der afspejler deres lokation og funktion, og bliver som hovedregel tykkere jo længere ned i kroppen man kommer.

### Segmentforskelle
Den normale, gængse struktur af en ryghvirvel består af en udfyldt halvcirkel, corpus vertebra, med en bue, arcus vertebra, der danner hvirvelhullet på dens dorsale flade. Hvirvelbuen har syv knogleudspring:
- To tværtapper, processus transversus, der forløber lateralt-bagud fra buen.
- To øvre ledtapper, processus articulares superior, som danner ledflader superiort for buen, nær udspring af tværtapperne.
- To nedre ledtapper, processus articulares inferior, som danner ledflader inferiot for buen, med udspring modsat for de øvre ledtapper.
- Torntappen, processus spinosus, som forløber bagud-nedad for bagsiden af buen.

Formen og forløbet af disse punkter varierer fra segment til segment.
|       | Corpus      | Torntap                            | Tværtap                                                                     | Ledtap                                                                    | Hvirvelhul           | Diverse afvigelser |
| ----- | ----------- | ---------------------------------- | --------------------------------------------------------------------------- | ------------------------------------------------------------------------- | -------------------- | --- |
| Hals  | Rektangulær | Todelt i enden. Svagt skråt nedad. | Todelt, danner et hul lateralt for corpus. Har to knogleflader på hver tap. | Øvre ledtap vender skråt nedad, bagud. Nedre ledtap artikulerer med øvre. | Stort og trekantet.  | Processus uncinatus, knogleudspring på lateralsiderne af corpus. Foramina transversarium, hullerne imellem tværtappen. Sulcus nervus spinalis, en fordybning til spinalnerver fra rygmarven. |
| Bryst | Halvcirkel  | 45 grader nedad, bagud.            | Lange og tykke, støtter ribben.                                             | Direkte nedad, ledfladen peger fremad                                     | Rundt                | Har tilhørende ribben. |
| Lænd  | Bønneformet | Hæftige og rektangulære            | Korte                                                                       | Øvre ledtap vender medialt opad. Nedre ledtap vender medialt nedad.       | Større og trekantet. | |

Bækkenhvirvlerne smelter sammen til én samlet knogle, os sacrum, som danner bagsiden af bækkenet. Hvirvelhullet forbliver som canalis sacralis, men adskillelsen imellem de individuelle hvirvler forbliver kun som små huller på for- og bagsiden af knoglen, foramina sacralis anterior et posterior.
Torntappen er i bækkenhvirvlerne små, afrundede bakker på bagsiden af os sacrum, og tværtapperne og corpus er ikke længere synlige som individuelle strukturer.
Halehvirvlerne er ligeledes omdannet til ét samlet haleben, som op til puberteten faktisk stadig findes som individuelle hvirvler. Den består normalt af 4 hvirvler, men disse er enormt små og har ingen funktion i mennesket.

#### Navngivning
Segmentering er særligt vigtig for navngivning af de individuelle ryghvirvler. Man anvender her de engelske navne, som de kan ses på figuren øverst på siden, samt et tal der starter oppefra kranielt, og så nedad mod bækkenet.
Eksempeltvist er den første ryghvirvel benævnt C01 (Cervical 01) og den nederste knogle i lænden (L05). Bemærk at bækkenet jo er én knogle udenfor fosterstadiet og betegnelsen P01-05 benyttes derfor sjældent. 
Navngivningen af brysthvirvlerne afgør også navngivningen af dens sammenhængende ribben, altså hedder den første brysthvirvel T01 (Thoracic 01) og dens ribben costa 1.

### Sammensat udseende
Den samlede rygsøjle får et S-formet slanget forløb, med to ventralt konvekse krumninger (lordoser) og en enkelt dorsalt konveks krumning (kyfose) imellem de to ventrale. 
Der opstår også i mange mennesker forskellige mængder af laterale krumninger. Dette navngives skoliose, og forekommer som regel på grund af meget små forskelle i benlængde og er sjældent svært nok til at kræve behandling.

### Led

#### Hals-, bryst-, og lændehvirvler
Imellem hver hvirvel findes både ægte led og uægte led. I alt er der 8 uægte led og ét ægte led imellem hver ryghvirvel. De uægte led imellem corpi over os sacrum er:
- Båndskiverne, disci intervertebrales, som findes imellem corpus af alle hvirvler over os sacrum. De er tykkest imellem halshvirvlerne, samt lændehvirvlerne.
- Ligamentum longitudinale anterius, som er et langt længdeforløbende bindevævstrøj som forløber hele vejen ned langs forfladen af rygsøjlen fra C01 til os sacrum. De er tilhæftet forfladen af hvert corpus og båndskive.
- Ligamentum longitudinale posterius, har et lignende udseende til anterius, men ligger på bagsiden af corpus og løber inden i hvirvelhullerne opad bagsiden af corpus.

Hvirvelbuerne over os sacrum har også deres egne uægte led:
- Ligamenta flava, som er gule, elastiske ligamenter der strækker sig fra lamina til lamina (se figuren ovenfor) på bagsiden af hvirvelbuen.
- Ligamenta intertransversaria, tynde strenge imellem tværtapperne på to nabohvirvler.
- Ligamenta interspinalia, membranagtigt bånd imellem torntapper.
- Ligamentum supraspinalia, smalt men stærkt ligament der forbinder torntappernes spidser med hinanden.
- Nakkebåndet, ligamentum nuchae, som er et kraftigt og bredt bindevævsbånd der forbinder bagsiden af kraniet med bagsiden af halshvirvlerne.

Hvirvelbuerne over os sacrum har desuden også ét ægte led i form af articulationes zygapophysiales, ryghvirvlens facetled. De findes imellem de øvre og nedre ledtapper imellem alle nabohvirvler.

#### Os sacrum og os coccygis
De to sammensmeltede knogler nede i bækkenet er forbundet via ligamenta sacroccygea, sammensmeltede varianter af de øvrige hvirvelled.

#### Nakkeled
Nakken har grundet sine to unikke øverste knogler, atlas og axis, nogle særlige led unikke til disse.  Leddene danner til sammen en form for kugleled, men der er altså tale om flere forskellige led som bare bevæger sig samlet.
Disse er ægte led alle sammen:
- Øvre nakkeled, articulatio atlantooccipitalis, imellem atlas' øvre ledskåle og nakkebenets condyli occipitales. Et form for ellipsoidled, som faciliterer en nikkebevægelse.
  - Leddet er forstærket via membrana atlantooccipitalis anterior fortil og membrana atlantooccipitalis posterior bagtil, som indkapsler leddet.
- Nedre nakkeled, articulatio atlantoaxialis, et tapled imellem axis' tap, dens, samt hulrummet på bagsiden atlas' hvirvelbue, fovea dens.
  - Leddet er forstærket via ledbånd der holder tappen på plads mod atlas: ligamentum transversum atlantis, ligamentum cruciforme atlantis, ligamenta alaria og ligamentum apicis dentis.

## Bevægelighed
Rygsøjlen er en lang række led, og kan derfor bevæge sig langs alle tre akser. Disse bevægelser udøves af utallige muskler, både direkte og indirekte.
Den primære bevægelse er flexion-extension, eller bøje-stræk. Rygsøjlen også vippe til siderne via lateralflexioner, samt rotere rundt om lodret akse.
Disse bevægelser er mest udtalt i halsregionen, som er yderst bevægelig. Lænderegionen er også bevægelig, dog ikke i oprejst tilstand, hvor dens facetled er låste.

### Nakke
Nakken har yderligere bevægelsesretninger i form af de to nakkeled. Nakkeledene danner tilsammen et kugleled som kan både vippe, nikke og ryste med hovedet uafhængigt af resten af rygsøjlen. Disse har deres egne muskelgruppe tilhæftet sig, de suboccipitale muskler. Disse muskler er ofte små, fint segmenterede og mange i antal. Dette skyldes at de skal kunne udføre meget fine bevægelser i forbindelse med syn og andre hovedfunktioner.

## Hvirvelkanalen
Centralt igennem hele rygsøjlen, forløbende via hvirvelhullerne i alle ryghvirvlerne, findes hvirvelkanalen, canalis vertebralis. Hvirvelkanalen indeholder rygmarven, som er en del af centralnervesystemet, fra hjernen helt ned til L01/L02. Rygmarven er omringet og beskyttet af rygmarvsvæsken, rygmarvshinderne og de mange kar og veneplexer der forløber rundt om marven.
Udover hvirvelhullet i midten, dannet to navohvirvler også to huller lateralt for rygmarven, foramen intervertebrales. Hullet er cirkulært og er dannet fortil af diskus og corpus af den øvre nabohvirvel. Opadtil er buen dannet af den øvre nabohvirvels incisura vertebralis inferior (på hvirvelbuen) samt dennes nedre ledtappe. Den nedre del af cirklen er tilsvarende dannet af den nedre nabohvirvels øvre ledtap, samt dennes hvirvelbues pediculus.
Foramen intervertebrales fungerer som passage imellem det centrale- og perifere nervesystem via spinalnerverne, nervus spinalis, som passerer igennem denne åbning.

## Klinisk relevans
Rygsøjlen er helt central for normal funktion for mennesker, både i forhold til dens rolle som centerpunkt for kroppen men også som beskytter af rygmarven. Fejl med rygsøjlen er derfor særligt farlige grundet konsekvenserne det kan have for de utallige relaterede muskler og endda organer som rygsøjlen understøtter via enten spinalnerver eller mekanisk struktur.
Fejl og skader til rygsøjlen er derfor årsag til en lang række sygdomme og problemer, såsom:
- Spondylose; gigt i rygsøjlen. Dette opstår hyppigt sammen med diskusdegeneration[2].
- Diskusprolaps ; diskus' fibrøse væg svækkes og der sker en udvandring af det gelatinøse indre af båndet, som presser på rygmarven.
- Spinalstenose; foramen intervertebrale indsnævres, ofte af forkalkning, og spinalnerven presses sammen, ofte smertefuldt.
- Spondylartrit; kronisk inflammation i rygsøjlens led.
- Skoliose; lateralkrumning af rygsøjlen. Kan i svære tilfælde være yderst skadeligt for rygsøjlen grundet dårlig trykfordeling.

Ovennævnte er ikke en fuldstændig liste.